# Антарала

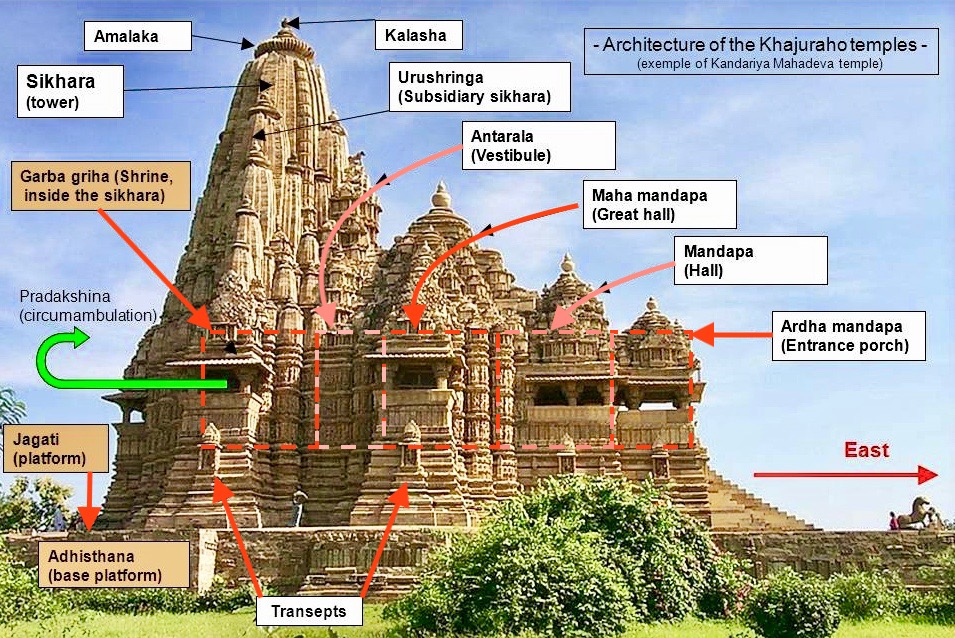
Архітектурні елементи храму Кхаджурахо, антарала розташований всередині комплексу

Антарала (санскр. अन्तराल — внутрішній будинок) — в індуїстському храмі приміщення між святилищем і залом для тих, хто молиться. Відповідає середокрестю нефа християнських храмів.
У брахманському храмі антарала (інша назва — корімандапа) служить перехідним павільйоном до святая святих — гарбхагріха. Вхід в цю темну кімнату зі статуєю божества, зазвичай, пишно прикрашений і становить композиційний і смисловий центр антарали. Вузький отвір в стіні концентрує найкращу обробку павільйону. У пам'ятках Північної Індії можна побачити багатий рельєфний декор, який покриває не тільки стіну, але і колони корімандапи. Найчастіше вона має вигляд витягнутого коридору і завжди зберігає прямокутні обриси.
Антарала є тільки в найбільших храмах, а в більшості дрібніших вона повністю відсутня. Може зливатися з молитовним залом мукхамантапа або переходом шуканасі. Цей архітектурний елемент відмічає перехідний простір між зовнішнім і божественним світом.